# ショウルス川
ショウルス川（ショウルスがわ、氷: Þjórsá、ショウルスアゥ、「牡牛の川」の意）は、アイスランドでもっとも長い川であり、その長さは約230kmである。アイスランド島の南部を流れる。

## 概要

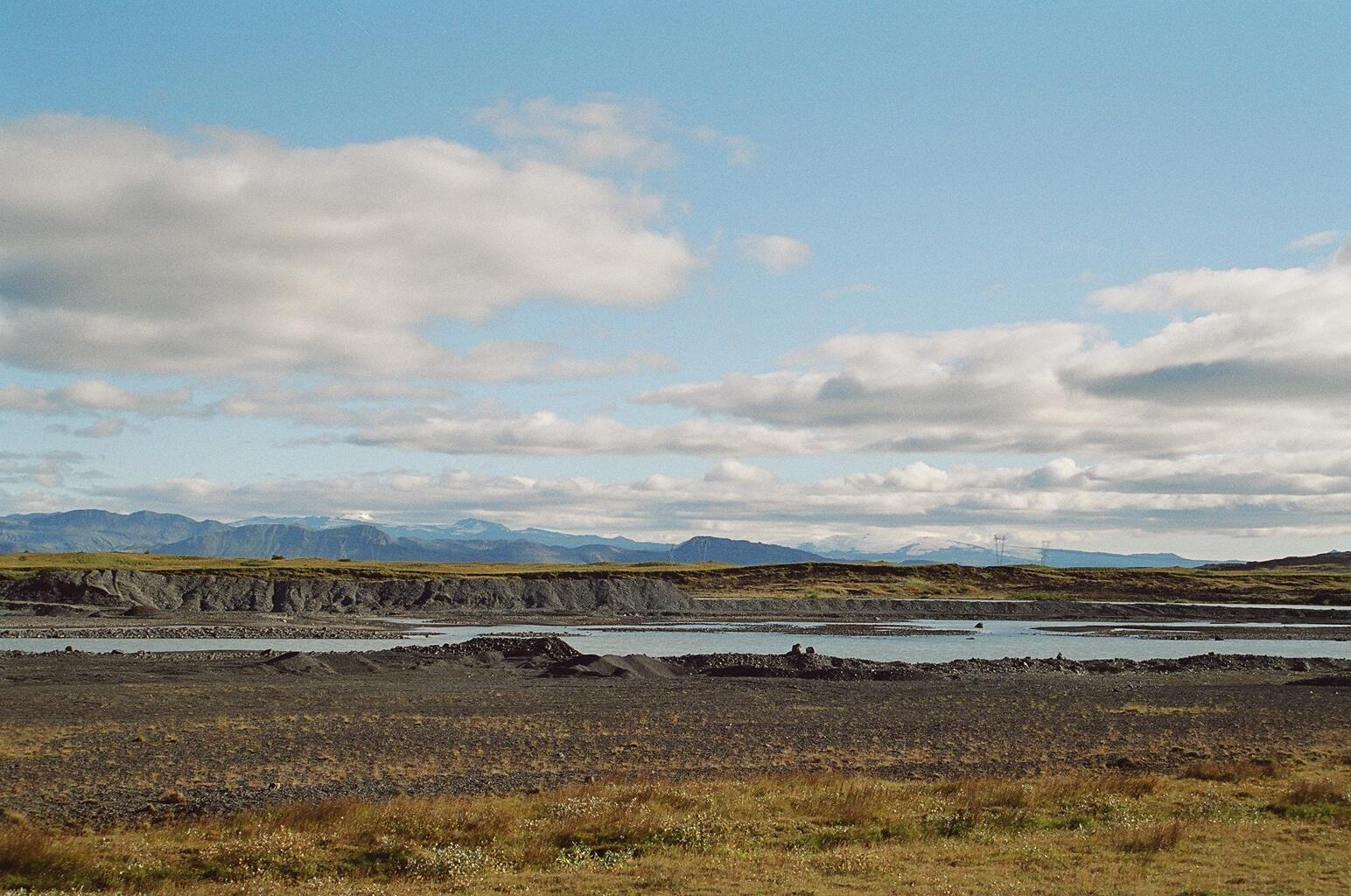
ティンダフィヤトラヨークトルとエイヤフィヤトラヨークトルの間を流れるショウルスアゥ

ショウルスアゥはホーフス氷河に源を発し、アイスランド中央高地の山あいを細く流れる。下流では、低地に流れる前にトゥングナア川が合流する。また約1000年前のヴァイキングの住居が再現されているストングのあるショゥルサゥルダールル（Þjórsárdalur または Thjorsardalur、ショウルスアゥ峡谷）を流れる。低地ではショウルス溶岩原の東を流れる。
下流の川幅の広くなったところには、アゥルネース（Árnes）という中洲がある。そこにはかつてシング（Þing, 地方議会の原形）が置かれており、現在の県名アゥルネースシスラの語源となっている。
一帯にはツンドラ、湖沼、湿地があり、周辺は火山砂からなる砂漠である。コザクラバシガンの営巣地であり、1990年にラムサール条約登録地となった。
ショウル（Þjór）は、アイスランド語で「牡牛」の意味である。『ランドナーマボーク』には「ソルケトル（Þorkell）の息子ソラリン（Þórarinn）は船でこの川の河口にたどり着いた。彼は船の舳先に牛の頭を飾っていた」とあり、このことからショウルスの名前が付いた、とされる。